# 세라자드 (1990년 영화)
《세라자드》(프랑스어: Les 1001 Nuits, 이탈리아어: Le mille e una notte)는 프랑스와 이탈리아에서 제작된 필리프 드브로카 감독의 1990년 판타지 모험 코미디 영화이다. 티에리 레르미트 등이 출연하였고, 모리스 일루즈 등이 제작에 참여하였다. 이 영화는 캐서린 지타존스의 첫 영화 출연작이다. 고대 아랍 전설 천일야화에 어느 정도 기반을 두었다.

## 출연진
- 티에리 레르미트
- 제라르 쥐노
- 캐서린 지타존스
- 스테판 프레스
- 비토리오 가스만

## 제작
《세라자드》의 제작은 1989년 4월 17일 시작되었다. 주연 여배우 캐서린 지타존스는 당시 웨스트엔드 연극 공연에 출연하던 중 감독 필리프 드브로카의 눈에 들어 이 영화에서 역할을 맡게 되었다. 이 영화는 프랑스, 모로코, 튀니지에서 촬영되었다. 제작은 1989년 8월 1일 종료되었다.

## 기타 제작진
- 미술: 프랑수아 드라모트
- 의상: 자크 퐁트레